# ماكس دين (فنان)
ماكس دين (بالإنجليزية: Max Dean)‏ هو فنان كندي متعدد التخصصات، ولد في 29 يونيو 1949 في ليدز في المملكة المتحدة.